# Ilona Bublová
Ilona Bublová, née le 16 juin 1977 à Jablonec nad Nisou, est une fondeuse et coureuse cycliste tchèque. 
Elle est également championne de République tchèque de cyclisme sur route en 2003.

## Palmarès en ski de fond

### Jeux olympiques
| Épreuve / Édition      | Sprint | Sprint                           | 5 km classique                   | 10 km | 10 km     | 15 km | 15 km                            | Poursuite                        | 30 km | Relais                           | Relais   |
| Épreuve / Édition      | libre  | classique                        | 5 km classique                   | libre | classique | libre | classique                        | Poursuite                        | 30 km | Sprint                           | 4 × 5 km |
| JO 2002 Salt Lake City | 43e    | Épreuve inexistante à cette date | Épreuve inexistante à cette date | 49e   | —         | 51e   | Épreuve inexistante à cette date | Épreuve inexistante à cette date | —     | Épreuve inexistante à cette date | —        |

Légende :
- : pas d'épreuve
- — : non disputée par la skieuse

## Palmarès en cyclisme

### Palmarès sur route
- 2000
  - 2e du championnat de République tchèque sur route
- 2001
  - 3e du championnat de République tchèque sur route
  - 3e du championnat de République tchèque du contre-la-montre
- 2003
  -  Championne de République tchèque sur route
  -  Championne de République tchèque du contre-la-montre
- 2004
  - 2e du championnat de République tchèque du contre-la-montre

### Palmarès en VTT
- 2001
  - 2e du championnat de République tchèque du cross-country
- 2002
  -  Médaillée de bronze du relais mixte de cross-country
  - 9e du championnat d'Europe du cross-country
- 2003
  - 9e du championnat du monde du cross-country marathon
- 2004
  -  Médaillée de bronze du championnat d'Europe du cross-country marathon
- 2008
  - 3e du championnat de République tchèque du cross-country
  - 3e de Alpentour Trophy